# Dražgoška bitka
Dražgoška bitka je ena večjih bitk med drugo svetovno vojno v Sloveniji. Potekala je med 9. in 11. januarjem 1942 v vasi Dražgoše. 

## Obrambni boj v Dražgošah in zadušitev gorenjske vstaje
Cankarjev bataljon, v katerega so prihajali novinci z vsega uporniškega območja, je po vdoru v Poljane 19. decembra zaprl Poljansko dolino, da bi osamil sovražnikove posadke zahodno in južno do Poljan, zlasti policijsko četo v Lučinah in ker je 24. decembra izvedel, da nameravajo Nemci izgnati več ljudi s Hotavelj pri Poljanah. Naslednji dan (25. december), pa je okupator začel ofenzivno akcijo. Začeli so se boji pri Poljanah in Črnem vrhu. Sovražniku je uspelo z oklepnimi avtomobili vdreti v Poljane, njegova četa, ki je kot okrepitev prišla iz Škofje Loke, pa je padla v zasedo in imela 35 mrtvih in 43 ranjenih.
Še ves dan 25. decembra je Cankarjev bataljon ob pogostih spopadih okoli Poljan preprečeval sovražnikovo vdiranje z dominantnih položajev nad cesto med Logom in Poljanami. Nekaj dni prej, 21. decembra, pa je majhna skupina partizanov, preoblečenih v zaplenjene nemške uniforme, z zvijačo vdrla v škofjeloške zapore in osvobodila nekaj zapornikov.

## Nemci pripravljajo obroč
Ko je nemški vojaški štab »Jug«, ki so ga 25. decembra 1941 premestili na Gorenjsko, spoznal, da so gorenjski partizani aktivni le južno od Poljanske Sore, so pripravili širšo akcijo na tem območju. Sovražnik je prodrl v Poljane in 26. decembra postavil zaporo ob cesti Škofja Loka – Gorenja vas – Lučine in ob nemško – italijanski razmejitveni črti. Italijanski 11. armadni korpus je v soglasju s tem načrtom okrepil svoje enote vzdolž meje in nemški motorizirani policijski četi dovolil, da iz Št. Vida pri Ljubljani, čez njegovo zasedbeno ozemlje, prek Dobrove in Polhovega Gradca obide obkoljeno območje. Ta četa je imela nalogo prodreti od Polhovega Gradca na greben Kopačev vrh – Pasja ravan hkrati s policijsko četo, ki naj bi napadla iz Lučin proti severovzhodu, to je proti Črnemu vrhu in Pasji ravni. 
Katere enote so bile pritegnjene v zaporo in za napad, ni znano, vendar kaže, da so uporabili skoraj vse razpoložljive enote, 44., 93., ter 181. rezervni in 325. policijski bataljon, 322. bataljon deželnih strelcev in SS pehotni nadomestni bataljon »Westland«, to je, skupaj z lokalnimi silami okoli 4000 mož.

## Boji nad grebenom Kopačev vrh – Pasja ravan
Cankarjev bataljon se je v noči iz 26. na 27. december razporedil za obrambo na Pasji ravni ter na Bukovem vrhu, Kovskem vrhu in Valterskem vrhu, sovražnikove čete pa so zjutraj začele česati široko obkoljeno območje od razmejitvene črte proti zasedam v Poljanski dolini. Okoli 13. ure 27. decembra, potem ko so dosegle greben Kopačev vrh – Pasja ravan, so naletele na obrambo bataljona. Bataljon je na Pasji ravni najprej presenetil kolono iz 93. rezervnega policijskega bataljona, preden se je razvila v bojno formacijo. Padlo je 13 policistov. Boj se je potem nadaljeval v noč. Sovražnik je pritiskal proti Bukovemu vrhu, proti večeru pa zlasti na Valterski vrh, kjer je poskušal bataljon obkoliti. Padli so štirje partizani, sedem pa je bilo ranjenih.

## Umik partizanov proti Jelovici
Ker je štab Cankarjevega bataljona presodil, da bi naslednjega dne ne bilo pametno nadaljevati obrambe na istih položajih, se je ob pomoči vodnikov – domačinov ponoči bataljon brez izgub umaknil proti Škofji Loki, v smeri, ki jo je sovražnik slabo zasedel. Pri vasi Zminec, 3 km jugozahodno od Škofje Loke, so prečkali Soro in 28. decembra prišli na Sv. Mohor, ob vznožju Jelovice. Sovražnikove enote, ki so v dotedanjih bojih imele 104 padlih in ranjenih, so istega dne nadaljevale s čiščenjem ozemlja, s katerega se je bataljon ponoči umaknil.

### Izgube in reorganizacija Cankarjevega bataljona
Del komaj mobiliziranih novincev v bataljon in tudi del prebivalstva ni vzdržal pritiska sovražnikove protiakcije. Večinsko prepričanje, da bo vojna hitro končana, ker so Nemci doživeli poraz pred Moskvo, je splahnelo. Potrebno je tudi upoštevati, da so bili mnogi borci brez ustrezne opreme in oborožitve ter slabo izurjeni. Že med boji nad Poljansko dolino, še bolj pa v noči na 28. december, so začeli posamezni borci in skupine odhajati na svoje domove, zlasti tisti iz zgornje Poljanske doline.
Na Sv. Mohorju, kamor je prišlo le še nekaj nad dvesto borcev, jih je štab znova razdelil v dve četi in jim pojasnil položaj. Povedano jim je bilo tudi, da vse tiste, ki se ne čutijo sposobne, da bi mogli vzdržati nadaljnje boje in hudo zimo, odvezujejo prisege, ki so jo dali ob vstopu v bataljon.
Iz tabora pri Sv. Mohorju so 31. decembra 1941 poslali skupino 12 borcev, naj jugovzhodno od Spodnje Bistrice pri Kranju minira most čez Savo, drugo pa, naj iz Zgornje Dobrave prinese hrano. Miniranje mostu ni uspelo zaradi mokrega razstreliva in diverzanti so se umaknili v Dražgoše, kamor se je vrnila tudi enota s hrano in glavnina bataljona. 

## Nastanitev v Dražgošah in nastanek Dražgoške republike
Bataljonski štab se je s 1. četo nastanil Na pečeh, v sokolskem domu in po hišah, 2. četo pa je v naselju Pri cerkvi razporedil v posvetnem domu in šoli. V zaselek Jelenšče na levem krilu je postavil vod 2. čete, ki ga je neposredno podredil sebi. 
Nekaj dni po prihodu v vas so oblikovali bataljonsko rezervo 20 borcev z dvema strojnicama. Vzpostavili so zveze z organizacijami OF v Železnikih, Škofji Loki, Kropi, Kranju in s pokrajinskim komitejem KPS za Gorenjsko, ki je takrat deloval v Kranju. Vsaka četa in samostojni vod v Jelenščah so imeli svojo kuhinjo. Postavili so stalna stražarska mesta in zavarovalne zasede proti Selški dolini in na severu proti Jamniku.
Bataljon je izkoristil čas nastanitve za vojaško in politično vzgojo ter za politično delovanje med prebivalstvom. 1. in 4. januarja so priredili zborovanji v sokolskem domu. Naslednji dan je patrulja, ki je bila poslana po strelivo, pregnala stražo nemške 1. čete 510. bataljona deželnih strelcev na mostu čez Savo pri naselju Na pečeh, zahodno od Radovljice in ranila tri vojake.

## Nemški odgovor na dogodke v Dražgošah
Okupacijske sile so spoznale, da želi gorenjsko osvobodilno gibanje z zasedbo Dražgoš pokazati svojo moč. Tako je mala osvobojena vas na robu Jelovice, sredi Gorenjske, za katero se je govorilo, da bo kmalu postala del Nemčije, postala silno pomembna za prestiž nemške moči. Uničenje Cankarjevega bataljona bi Nemcem močno pomagalo pomiriti Gorenjsko, uspešna partizanska obramba Dražgoš pa bi pomenila utrditev in okrepitev osvobodilnega gibanja.
Nemci so s pomočjo vohunov izvedeli, kakšna je moč partizanov in so računali s tem, da bo Cankarjev bataljon zaradi hude zime, visoke snežne odeje in težavnega terena Jelovice boj sprejel. Nemški akcijski štab »Jugovzhod« je dobil nalogo uničiti partizane. Pred napadom so imeli Nemci na razpolago 44. rezervni policijski bataljon iz Radovljice, 325. policijski bataljon iz Stražišča pri Kranju in policijski smučarski oddelek z Bleda, medtem ko je bil 10. rezervni policijski bataljon šele na poti na Gorenjsko. Tem enotam je treba dodati še enote za zvezo.
Nemški vojaški štab »Jug« je dal na razpolago nekaj svojih enot: 499. pehotni nadomestni bataljon iz Škofje Loke in 48. bataljon tankovskih lovcev iz Celja, ki je imel tudi protitankovske topove. Kot varovanje in strateško rezervo naj bi Nemci imeli v pripravljenosti tudi 322., 857. in 510. bataljon deželnih strelcev ter SS nadomestni bataljon »Westland«. 
Vsega skupaj so Nemci zbrali v operaciji »Grosseinsatz« okoli 2500 mož in dosegli razmerje moči 14:1. Pri tem niso bile upoštevane enote, ki so jih zaradi širšega varovanja in kontrole cest postavili okoli bojnega prostora. 

## Boji 9. januarja

### Začetni nemški manevri in boji na vzhodnem delu bojišča
Štab Cankarjevega bataljona je že vse od 6. januarja prejemal poročila o nemških premikih. Izdal je povelja o utrditvi položajev in visoki stopnji pripravljenosti vseh enot. Prve enote so stražarji bataljona opazili v Selški dolini ponoči na 9. januarja. Iz dolge kolone kamionov, ki se je pripeljala po cesti Škofja Loka – Železniki, so se enote takoj izkrcale in razporedile. Okoli 4. zjutraj se je kilometer severno od Selc z nemško izvidnico spopadla partizanska patrulja, ki je varovala to smer. Kasneje se je več nemških kolon pod zaščito mraka, megle in belih maskirnih ogrinjal začelo približevati partizanskim položajem. Najmočnejše nemške sile so bile usmerjene na vzhodno krilo partizanskih položajev. Ena kolona je krenila proti dolini Selnice. Prodirala je prek kote 609 in naselja Spodnje Lajše ter čez osamelo kmetijo Jakš proti kapelici na koti 830 na sedlu med skalo Jelenco (kota 953) in Sv. Križem na Slemenu. Partizanski samostojni vod je s položajev ob kapelici na koti 830 in na pobočju pod skalo Jelenco uspešno odbijal nemške napade. Ko se je vodu sredi dopoldneva čez Lajše približala kolona policijskega smučarskega oddelka, ki je prodirala proti kapelici in z delom svojih sil hotela obiti partizanske položaje s severa, se je del voda premaknil višje v pobočje, štab Cankarjevega bataljona pa je poslal v boj del rezervnega voda, da bi okrepil obrambo tega sedaj najbolj ogroženega dela bojišča. Nenadoma so se policisti na smučeh znašli v navzkrižnem ognju samostojnega voda in rezerve bataljona in so se bili prisiljeni umakniti. Tudi naslednji nemški napadi niso bili uspešni.

### Osrednji in zahodni del bojišča
Prvi napad na glavni del partizanskih položajev Na pečinah 9. januarja se je za Nemce končal neuspešno. Potem ko so se njihove sprednje kolone v globokem snegu prebile borih 50 metrov do najbližjih partizanskih položajev, so borci odprli ogenj in prisilili Nemce k umiku. Med tem so Nemci zahodno od vasi Rudno postavili topove manjšega kalibra in z njihovim ognjem poskušali uničiti partizanski odpor. Zaradi napačnih granat (prebojne) pa je bil učinek topniškega obstreljevanja majhen. Proti večeru so Nemci na grebenu, na pobočjih Starega vrha (kota 848) razmestili težke strojnice. Z mrakom so se Nemci umaknili na izhodiščne položaje.

## Nočni premiki in priprave
Zvečer 9. januarja je del moštva Cankarjevega bataljona postavil zasede in straže. V noči na 10. januar pa so se v obeh četah sestali člani partije in SKOJ ter drugi borci in se pogovorili o minulih bojih. Komandirji so popravili položaje strojnic in strelskih skupin, medtem je skupina prostovoljcev mimo Lajš odšla po strelivo v skrivališča pri Besnici. Nalogo je opravila, ne da bi Nemci kaj opazili. Nemci so ponoči na smučeh poskusili z nenadnim napadom vdreti v zaselek Pri cerkvi, vendar so bili odbiti.
Štab Cankarjevega bataljona, ki je sklenil nadaljevati boje, je v zgodnjih jutranjih urah 10. januarja poslal desetino iz 2. čete, ki je bila Pri cerkvi, v zasedo na Jelovico, da bi bataljonu zavarovali hrbet pred nemškimi oddelki, ki bi morda prodrli čez planoto. 
Partizanski odpor dne 9. januarja je Nemce prisilil k okrepitvi svojih sil in ponovni preučitvi načrtov. Med nočjo so pripeljali baterijo topov težjega kalibra in nekaj oddelkov vojske. Na Slemenu so postavili topniško opazovalnico in nekaj težkih strojnic. 

## Boji 10. januarja
Na ta dan se je vreme poslabšalo. Pričelo je snežiti in pokrajino je obvladovala nizka oblačnost. Ob 8. zjutraj so Nemci začeli s topniško pripravo, potem pa je nemška pehota krenila v napad proti koti 830. Samostojni partizanski vod se je sedaj v celoti premaknil na skalo Jelenco in tam postavil tudi strojnično skupino. Začel se je dvoboj med nemškimi strojnicami na Slemenu in partizanskimi na skali Jelenci. Partizani so uspešno zadrževali nemško napredovanje. Tudi napad smučarske kolone iz smeri Jamnika so partizani odbili.
Istega dneva so se neuspešno končali tudi nemški napadi na zaselek Na pečeh, kljub temu da so se v kritičnih delih bojev že približali prvim hišam.
Na zahodnem delu bojišča so Nemci zasedli nekaj senikov in se približali robu zaselka Pri cerkvi, vendar dlje niso uspeli. V boju so na strani partizanov sodelovali tudi domačini, posebno pri oskrbi borcev s strelivom in prvo pomočjo. Več škode kakor prejšnji dan je naredilo nemško topništvo, saj je uporabljalo zažigalne granate. Zagorelo je nekaj senikov in tri hiše. Kljub vsemu se je tudi ta dan za branitelje končal uspešno.

## Akcije ponoči iz 10. na 11. januar
Štab Cankarjevega bataljona se je kljub izčrpanosti borcev odločil vztrajati na položajih še naslednji dan. Poslali so novo skupino po skrite zaloge streliva in dve skupini po dvajset mož na Sleme z nalogo, naj napadejo nemško topniško baterijo pri Rudnem. Zaradi velike aktivnosti Nemcev pa sta se obe enoti vrnili, ne da bi opravili nalogo.

## Boji 11. januarja
Tega dne so okoli 8.30, pod topniško zaščito in mitralješkim ognjem policijske enote ponovno krenile v napad. Nemci so svoje moči skoncentrirali na medprostor med partizanskimi položaji med Pod pečjo in skalo Jelenco. Potem ko je bilo z neposrednim zadetkom granate uničeno partizansko strojnično gnezdo pri skali Jelenci, je sovražnikov 93. rezervni policijski bataljon uspel Pri cerkvi sredi dopoldneva prodreti do prvih hiš. Z bočnim ognjem pa je bil odbit, prav tako tudi sovražna skupina, ki je prodrla do poti med zaselkoma. 1. in 2. četa sta jo s križnim ognjem prisilili k umiku. Odločilni uspeh so nemški policisti dosegli na levem krilu. V megli, ki je občasno ovijala grape in gozdnata pobočja, so se prek hriba Sleme vrinili na položaje med Jelenščami in Na pečeh. Samostojni Bičkov vod, ki mu je tudi pričelo zmanjkovati streliva, je bil tako prisiljen umakniti se s položaja skale Jelence in se umakniti proti Britmancem. Z novih položajev je vod zadrževal nadaljnje prodiranje sovražnika, ki je med tem zasedel Jelenšče. Medtem je 1. četa Na pečeh organizirala bočno zaščito na svoji levi strani. 
Štab Cankarjevega bataljona je ugotovil, da je postala obramba bataljona spričo oslabljenega levega krila nezaneslijva, hkrati pa presodil, da mora zaselek Na pečeh obdržati za vsako ceno do noči. V krepitev boka je poslal svojo rezervo, hkrati pa ukazal, naj se do mraka organizira umik vseh borcev in prebivalcev proti Kališniku na Jelovici. Ves ta čas se je na celotnem bojišču bil trd boj, najbolj siloviti spopadi pa so potekali na vzhodnem robu Na pečeh.

## Umik bataljona na Jelovico
Ob mraku se je bataljon začel z delom prebivalstva umikati proti Jelovici. Pri tem je za prenos hrane in ranjencev uporabljal konje in sani, pogosto pa jih je bilo potrebno prenašati na rokah. Do 21. ure so položaje zapustili. V poznih nočnih urah je pod varstvom zaščitnice ves Cankarjev bataljon prispel na planino Kališnik, kjer so borci prvič počivali. Zaradi odločne obrambe na levem krilu si je bataljon izbojeval varen umik, v katerem ni imel žrtev. 
Dva voda (Bičkov in Pečnikov, skupaj okoli 40 mož) sta se po bitki zatekla na Mošenjsko planino v drvarsko kočo, kjer so jih po izdajstvu napadli Nemci (50 smučarjev). Boj je trajal 13 ur, nakar so se partizani prebili iz obroča po snežnem rovu, ki so ga izkopali od koče do gozda. V hudem mrazu in visokem snegu je bilo mrtvih 12 in ranjenih 5 partizanov. Nekaj ranjencev je spričo težkih ran, bolečin in pomanjkanja medicinskih pripomočkov prosilo za milostni strel; soborci so jih tako rešili nadaljnjih muk.
Dražgoška bitka je bila prva velika bitka med drugo svetovno vojno, ko so se partizani odkrito bojevali proti okupatorju. Zaradi premoči napadalcev, pomanjkanja vojaške opreme, izčrpanosti in brez lastne artilerijske podpore so se partizani morali umakniti. Bitka je razkrila, da so prešibki za klasično frontalno bojevanje, saj kot gverilci niso imeli tolikšnih količin in vrst orožja (npr. artilerije in avtomatskega orožja), da bi lahko zaustavili sovražnikove pritiske. Šele po kapitulaciji Italije, ko so si materialno opomogli, so si upali spet odkrito spopasti s sovražnikom.

## Nemške represalije nad domačini
Ko so 11. januarja Nemci prišli v vas, so v zaselku Jelenšče takoj zbrali in postrelili 20 domačinov vpričo njihovih najbližjih sorodnikov. Popoldne oziroma zvečer naslednjega dne so v zaselku »Na pečeh« postrelili še 21 Dražgošanov, samih moških različnih starosti, od otrok do starcev. Med mrtvimi domačini pa so bile tudi ženske. 81 vaščanov so Nemci poslali v koncentracijska taborišča, nekaj v pregnanstvo, ostali pa so se naselili pri sorodnikih. Vas so nemški vojaki izropali, požgali in na koncu popolnoma porušili. Po vojni je bila obnovljena. Vaščani so se pred bojem sami odločili partizane prijaviti Nemcem, da bi se izognili nemškim povračilnim ukrepom, kar so storili s predhodno privolitvijo bataljonskega poveljstva. Partizane so tudi prosili, naj vas zapustijo. Partizansko poveljstvo je ocenilo, da je kraj zelo primeren za obrambo in da bi bitka utegnila imeti velik politični potencial.